# Акселератор в макроэкономике
Акселератор  — коэффициент приростной капиталоемкости национального дохода, дополнительный доход, полученный в результате мультипликативного воздействия первоначальных инвестиций, который приводит к росту спроса на потребительские товары. Отрасли, их производящие, расширяют производство, что вызывает увеличение инвестиционного спроса на инвестиции в основные средства, и при этом изменения в спросе на потребительские товары вызывают более сильные изменения в спросе на инвестиционные товары.

## История создания
В 1903 году вышла статья Томаса Карвера «Предложение для теории промышленных депрессий»,
которая является истоком создания принципа акселерации.
А в 1909 году А. Афтальон публикует статью «Эссе о теории периодически повторяющихся кризисах. Реальность общего перепроизводства», где впервые описывает эффект акселератора и сам акселератор, а в 1917 году выходит статья Дж. Кларка «Деловая акселерация и закон спроса; технический фактор в экономических циклах», в который автор повторно открывает эффект акселератора и задаёт модель акселератора.

## Определение
Принцип акселерации — это процесс дополнительного выпуска продукции, зависящий от роста спроса на инвестиции из-за роста продаж товаров и дохода, и требующий большего количества капитала, вызывая тем самым капиталовложения. Принцип акселерации связан с тем, что овердрафт чистые инвестиции (валовые инвестиции за минусом затрат на амортизацию) вызываются изменениями в объёме выпуска продукции и не могут сократиться ниже действующей ставки амортизации, представляя собой скорость роста запаса капитала, или изменением его за какой то период времени.
Индуцированные инвестиции (валовые инвестиции минус инвестиции на замещение) возникают при росте спроса в случае ввода новых производственных мощностей, когда величина эффективного спроса превышает имеющиеся производственные мощности, и объём этих инвестиций определяется величиной акселератора.
Коэффициент акселерации (акселератор) — коэффициент приростной капиталоемкости национального дохода, числовой множитель, на который каждый доллар приращенного дохода увеличивает инвестиции.
Изменение в спросе на инвестиционные товары рассматриваются как функция изменений в спросе на потребительские товары, а прирост новых (стимулированных, индуцированных) инвестиций определяется как произведение прироста дохода на коэффициент акселерации:
{\displaystyle I_{t}=v\cdot (Y_{t}-Y_{t-1})},
где {\displaystyle I_{t}} — индуцированные инвестиции, {\displaystyle Y_{t}} — размер национального дохода
{\displaystyle v=\Delta K/\Delta y},
где {\displaystyle v} — акселератор, {\displaystyle \Delta K} — прирост капитала, {\displaystyle \Delta y} — прирост выпуска продукции.
Эффект акселератора — увеличение дохода, который ведет к кратному увеличению инвестиций в основные средства, когда при росте автономных инвестиций действует эффект мультипликатора, который, в свою очередь, и запускает эффект акселератора. Эффект акселератора значительно усиливает и ускоряет изменения национального дохода.

## Модель акселератора запасов
Допущения для принципа акселерации в модели акселератора запасов:
- товарные запасы пропорциональны объёму выпуска,
- отсутствие избыточной производительности труда,
- отсутствие роста производительности труда,
- наличие свободной рабочей силы,
- при подъёме, предприятия предпочитают иметь высокий уровень запасов.

Уровень запасов фирмы задан:
{\displaystyle N=\beta Y},
где {\displaystyle N} — уровень запасов, {\displaystyle \beta } — оптимальное количество запасов фирмы на единицу выпуска, {\displaystyle Y} — выпуск.
Тогда инвестиции в запасы пропорциональны изменениям выпуска:
{\displaystyle I=\Delta N=\beta \Delta Y},
где {\displaystyle I} — инвестиции в запасы, {\displaystyle \Delta N} — изменение запасов, {\displaystyle \Delta Y} — изменение выпуска, ускорение производства, {\displaystyle Y} — объём производства в единицу времени, то есть это скорость производства товаров.
При увеличении выпуска осуществляются инвестиции, увеличивая запасы, при падении инвестиции не осуществляются, и запасы падают. В своём исследовании экономики США Н. Г. Мэнкью находит формулу зависимости изменений ВНП и инвестиций в запас:
{\displaystyle N=0,2Y},
то есть на каждый доллар прироста ВНП приходилось 20 центов инвестиций в запасы.
А так как инвестиции в запасы зависят от уровня реальной ставки процента, то при повышении её, альтернативные издержки хранения запасов растут, и фирмы стремятся сократить свои запасы.